# Линс, Иван
Ива́н Линс (порт.-браз. Ivan Guimarães Lins; род. 16 июня 1945, Рио-де-Жанейро) — бразильский композитор-песенник, певец, пианист. Один из ведущих представителей бразильской популярной музыки. Обладатель премий «Латиноамериканская Грэмми» (2005, 2009).
Песни Линса стяжали всемирную популярность благодаря мелодической изобретательности композитора, а также сочетанию в них национальной специфики (главным образом, латиноамериканской жанровой ритмики, особенно босса-новы) и «общепринятой» интернациональной стилистики (прежде всего, джазовой гармонии и инструментовки). Их неоднократно исполняли известные эстрадные и джазовые певцы (часто в английских переводах) и инструменталисты, среди которых Элис Режина, Сара Воэн, Элла Фицджеральд, Патти Остин, Барбара Стрейзанд, Куинси Джонс, Джордж Бенсон, «Манхэттен Трансфер», Стинг, Ли Ритенур, Тутс Тилеманс, «Тэйк Сикс», Дэйв Грузин, Гровер Вашингтон, Ванесса Уильямс, Чака Хан, Дайанн Ривз, Quarteto em Cy и многие другие.
Среди самых знаменитых песен Линса — «Love Dance» (1989, оригинал на английском языке), «She walks this Earth» (порт. Soberana rosa), «Madalena» (1970), «Starting over» (порт. Começar de novo), «Velas içadas», «Somos todos iquais nesta noite», «Dinorah», «Setembro (Amada)».
Линс гастролировал преимущественно в Латинской Америке и в США (в т.ч. дал юбилейный концерт в Карнеги-Холле в 2000 г.). Выступал на джазовом фестивале в испанском городе Витория-Гастейс (1994).

## Награды
Награждён бразильским Орденом культурных заслуг.